# Combinada nòrdica als Jocs Olímpics d'hivern de 1964
Als Jocs Olímpics d'Hivern de 1964 celebrats a la ciutat d'Innsbruck (Àustria) es disputà una prova de combinada nòrdica en categoria masculina. La competició se celebrà entre els dies 2 (prova de salt amb esquís) i 3 de febrer (prova de 15 quilòmetres d'esquí de fons) de 1964 a les instal·lacions esportives d'Innsbruck.

## Comitès participants
Hi participaren un total de 32 biatletes d'11 comitès nacionals diferents.
| - Alemanya (4) - Àustria (4) - Estats Units (3) - Finlàndia (4) |  | - Itàlia (2) - Japó (3) - Noruega (4) - Polònia (1) |  | - Suïssa (1) - Txecoslovàquia (3) - Unió Soviètica (3) |

## Resum de medalles
| Prova     | Or             | Argent           | Bronze      |
| Combinada | Tormod Knutsen | Nikolay Kiselyov | Georg Thoma |

## Medaller
| Posició | País           | Or | Argent | Bronze | Total |
| 1       | Noruega        | 1  | 0      | 0      | 1     |
| 2       | Unió Soviètica | 0  | 1      | 0      | 1     |
| 3       | Alemanya       | 0  | 0      | 1      | 1     |
|         |                |    |        |        |       |
| Total   | Total          | 1  | 1      | 1      | 3     |

## Resultats
| Posició | Esquiador             | Punts  |
| ------- | --------------------- | ------ |
| 1       | Tormod Knutsen        | 469,28 |
| 2       | Nikolay Kiselyov      | 453,04 |
| 3       | Georg Thoma           | 452,88 |
| 4       | Nikolay Gusakov       | 449,36 |
| 5       | Arne Larsen           | 430,63 |
| 6       | Arne Barhaugen        | 425,63 |
| 7       | Viatxeslav Driaguin   | 422,75 |
| 8       | Ezio Damolin          | 419,54 |
| 9       | Rainer Dietel         | 417,14 |
| 10      | Willi Köstinger       | 413,68 |
| 11      | Bjørn Wirkola         | 413,54 |
| 12      | Alois Kälin           | 413,23 |
| 13      | Štefan Olekšák        | 409,78 |
| 14      | Erwin Fiedor          | 406,16 |
| 15      | John Bower            | 403,76 |
| 16      | Roland Weißpflog      | 401,70 |
| 17      | Horst Möhwald         | 396,18 |
| 18      | Enzo Perin            | 391,82 |
| 19      | Waldemar Heigenhauser | 378,72 |
| 20      | Takashi Fujisawa      | 375,22 |
| 21      | Josef Kutheil         | 370,36 |
| 22      | Erkki Luiro           | 369,50 |
| 23      | Raimo Majuri          | 368,22 |
| 24      | Miloslav Švaříček     | 358,88 |
| 25      | Esa Klinga            | 352,59 |
| 26      | Raimo Partanen        | 348,38 |
| 27      | Jim Shea              | 346,76 |
| 28      | Leopold Kohl          | 341,86 |
| 29      | Franz Scherübl        | 338,60 |
| 30      | Eiichi Tanaka         | 337,50 |
| 31      | Akemi Taniguchi       | 291,51 |
| -       | James Page            | NF     |

NF: no finalitzà